# Grumman AF Guardian
Il Grumman AF Guardian era un monomotore da pattugliamento marittimo ASW imbarcato prodotto dall'azienda statunitense Grumman Aircraft Engineering Corporation tra i tardi anni quaranta ed i primi anni cinquanta.
Primo modello specificatamente realizzato per ricoprire questo ruolo ad entrare in servizio nella United States Navy, la marina militare degli Stati Uniti d'America, si sviluppò nella sua versione definitiva in un sistema combinato di due varianti che operavano insieme.
Rimasto in servizio con l'US Navy fino all'estate 1955 venne in seguito convertito all'uso civile e riutilizzato nella lotta aerea antincendio.

## Storia
A seguito dell'attacco di Pearl Harbor del 7 dicembre 1941, fatto che sancì l'entrata in guerra degli Stati Uniti d'America a fianco degli Alleati nella seconda guerra mondiale, l'apparato bellico dello Stato nordamericano si trovò nella necessità di adeguare velocemente le proprie risorse al fine di trovare una superiorità tattica nei confronti delle Potenze dell'Asse.
Come conseguenza, nel 1942 l'US Naval Bureau of Aeronautics (BuAer), l'organo responsabile dell'approvvigionamento dei mezzi aerei della marina militare statunitense, contattò la Grumman esprimendole l'esigenza di trovare un successore all'aerosilurante Grumman TBF Avenger. Nel periodo seguente gli organi militari e la direzione tecnica dell'azienda pianificarono le specifiche necessarie introducendo anche gli ultimi ritrovati nel campo della guerra elettronica sviluppati nelle prime fasi del conflitto. La Grumman avviò lo sviluppo di un modello adatto allo scopo nel 1944, con il progetto designato XTB2F-1, sviluppo che generò il Guardian ma attraverso un difficile percorso.

### Sviluppo
Inizialmente la Grumman era orientata a rispondere alle specifiche con un progetto designato XTB2F-1, un aerosilurante imbarcato multiposto a lungo raggio, equipaggiato con una coppia di motori radiali Pratt & Whitney R-2800 in grado di trasportare un carico bellico fino a 3 600 kg (8 000 lb) costituito da bombe o siluri con un raggio d'azione di 5 950 km (3 700 nm). Lo sviluppo preliminare dell'XTB2F-1 si rivelò però troppo ambizioso: il velivolo era semplicemente troppo grande e pesante per poter essere utilizzato dalla maggior parte delle portaerei, ad esempio la classe Essex, allora in dotazione alla US Navy per cui il progetto venne annullato nel gennaio del 1945 a favore di una opzione più conservativa, un derivato del caccia Grumman F7F Tigercat bimotore e designato XTSF-1.
La Grumman aveva anche lavorato per diversi mesi ad un terzo progetto, designato internamente G-70, che la US Navy aveva trovato degno di interesse. Nel febbraio 1945 venne deciso di abbandonare lo sviluppo dell'XTSF-1, ed il BuAer stipulò un contratto di fornitura per tre prototipi del G-70 assegnandogli la designazione Navy "XTB3F". Due dei prototipi si sarebbero evoluti nella versione "XTB3F-1" e il terzo nel "XTB3F-2". I modelli erano caratterizzati dalla propulsione mista motoelica-a getto, equipaggiati con un radiale Pratt & Whitney R-2800-6 Double Wasp da 2 300 hp (1 715 kW) posizionato nel naso ed integrato da un turbogetto montato nella coda, alimentato da prese d'aria ovali situate sul bordo d'attacco delle ali. Il turbogetto aveva il compito di fornire la potenza supplementare in fase di decollo e nelle situazioni di emergenza in combattimento.
Il XTB3F-1 sarebbe stato equipaggiato con un turbogetto Westinghouse 19XB-2B mentre il XTB3F-2 avrebbe ricevuto il turbogetto Westinghouse 24C-4B. le due versioni erano per il resto simili, con una cabina di pilotaggio a due posti affiancati ed un carico bellico consistente in bombe, siluri o razzi non guidati fino a 1 800 kg (4 000 lb) più una coppia di cannoni aeronautici calibro 20 mm.

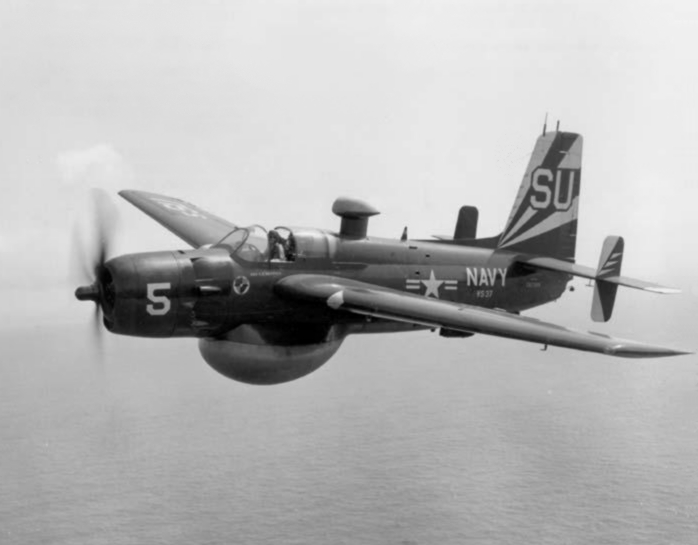
Un AF-2W in volo nel luglio 1957. Ben visibile il grande radome ventrale che ospitava il radar di ricerca antisommergibili.

Il prototipo XTB3F-1 venne portato in volo per primo, il 19 dicembre 1945, ai comandi del pilota collaudatore Grumman Pat Gallo. Le prese d'aria destinate al turbogetto erano state mascherate a causa di problemi riscontrati nel test a terra, in quanto l'adozione del motore a getto supplementare si dimostrò essere una scelta errata ed è stato rapidamente rimosso senza essere mai usato in volo. Il 24 dicembre, la US Navy dichiarò che era cessata l'esigenza di dotarsi di un nuovo aerosilurante chiedendo alla Grumman di fornire in alternativa un aereo per la lotta antisommergibile (ASW). Dato che non era al momento possibile stipare tutta l'attrezzatura necessaria in un unico aeromobile, venne pianificato uno sviluppo parallelo di due varianti del "Guardian", come era stato battezzato, che avrebbero dovuto compiere missioni in coppia, uno nell'identificare l'obiettivo dando le coordinate all'altro per colpirlo. I due prototipi non ancora completati vennero quindi adattati alla nuova esigenza operativa. L'XTB3F-2 venne terminato come "hunter" (cacciatore), privato del motore turbogetto, ma dotato di due postazioni in più per gli operatori radar e di un grande radome ventrale, montato dove era stato previsto lo scompartimento bombe, in grado di ospitare un radar di ricerca AN/APS-20. Questo aereo assunse la designazione "XTB3F-1S" e venne portato in volo il 1º ottobre 1948. Il secondo XTB3F-1 venne invece terminato come "killer" (assassino), mantenendo lo scompartimento bombe ma eliminando il cannone, aggiungendo un terzo posto ed equipaggiato con un proiettore da ricerca ed un radar a corto raggio. Questo aereo assunse la designazione "XTB3F-2S" e venne portato in volo nel gennaio 1949 provando la sua efficacia durante operazioni della marina nel successivo mese di febbraio.
In questo periodo, il Guardian era già stato avviato alla produzione. Il XTB3F-1S "hunter" venne prodotto come "AF-2W" (in origine "AF-1S"), ed il XTB3F-2S "killer" venne prodotto come "AF-2S". Il primo AF-2S Guardian di serie volò il 17 novembre 1949. Prove di operatività si svolsero da maggio 1950 al novembre 1951, con il primo aereo ad entrare in servizio operativo nel mese di ottobre 1950.

### Impiego operativo

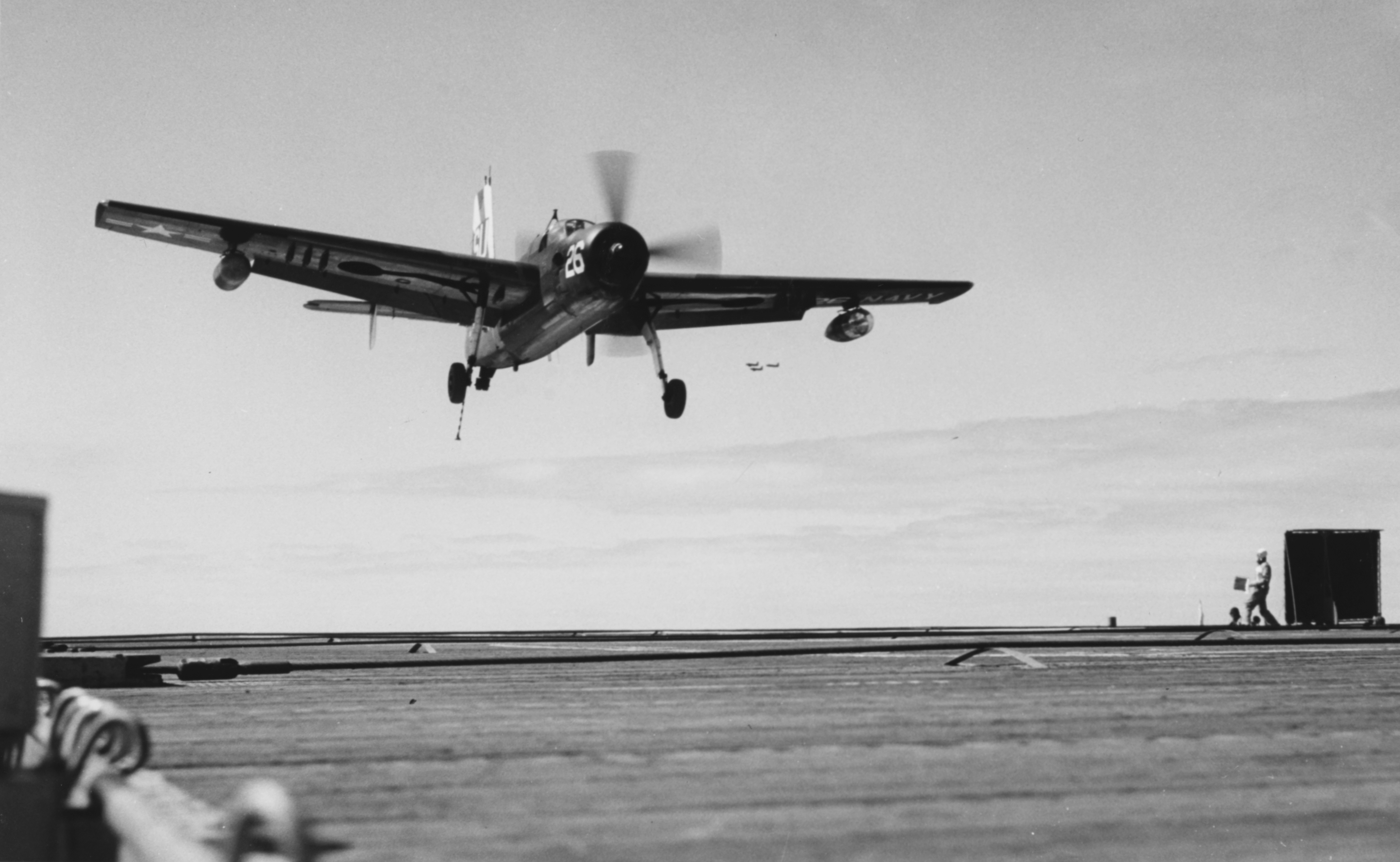
Un AF-2S in appontaggio sulla USS Badoeng Strait, il 1º aprile 1954.

La Grumman consegnò tra il 1950 e il 1953 193 AF-2S e 153 AF-2W, mentre in seguito vennero consegnati gli ultimi Guardian, 40 AF-3 con MAD in una sonda retrattile in coda, per la prima volta nella storia delle progettazioni aeronautiche, che aumentò molto la sua efficienza nel localizzare i sommergibili sott'acqua.
Comunque, la sua sostituzione dopo alcuni anni con un bimotore come l'S-2 Tracker fu un miglioramento molto apprezzato, anche perché operare con due aerei in condizioni di visibilità difficili ed in volo ravvicinato era non solo faticoso, ma anche rischioso.

## Descrizione tecnica
L'AF Guardian era un velivolo caratterizzato da un aspetto generale convenzionale, monomotore monoplano biposto e carrello retrattile, specificatamente progettato per operare da portaerei e dotato quindi di apposito gancio di coda, in seguito evoluti con un radar posizionato in un vistoso radome ventrale e, a seconda della versione, con un dispositivo di rilevazione di anomalie magnetiche (MAD) retrattile posizionato in coda.
La fusoliera integrava la cabina di pilotaggio costituita da un abitacolo chiuso da un tettuccio a goccia e terminava posteriormente in un caratteristico impennaggio trideriva, con l'elemento principale centrale integrato da altri due, di dimensioni inferiori, posizionati centralmente sui semi-piani orizzontali in configurazione cruciforme, soluzione realizzata per aumentare la stabilità in volo.
Il comparto equipaggio era quello anteriore-centrale dotato di un nutrito numero di apparecchiature elettroniche, che nel caso del velivolo della versione AF-2W (da caccia antisommergibile) verteva nel radar APS-20A, sistemato in un radome in posizione ventrale, mentre la versione "Killer" AF-2S, era equipaggiata con un piccolo radar da attacco APS-30, un riflettore subalare ed un vano portabombe con 1 814 kg di carico utile.
La propulsione era affidata ad un motore Pratt & Whitney R-2800, un motore radiale 18 cilindri a doppia stella raffreddato ad aria capace di erogare una potenza pari a 2 400 hp (1 790 kW), posizionato all'apice anteriore della fusoliera, chiuso in una cappottatura NACA ed abbinato ad un'elica tripala metallica a passo variabile. La precedente soluzione mista turbogetto-motore endotermico adottata dai prototipi venne abbandonata perché giudicata complessa ed antieconomica oltre a non risultare determinante nel ruolo che il modello era destinato a svolgere.

## Versioni
XTB3F-1
prototipo di aerosilurante biposto equipaggiato con motori in configurazione mista, un radiale Pratt & Whitney R-2800-46 da 2 300 hp integrato da un turbogetto Westinghouse, realizzato in tre esemplari.
XTB3F-1S
prototipo, conversione di un XTB3F-1 al quale venne rimosso il motore turbogetto ed equipaggiato con un radome posizionato ventralmente, successivamente ridesignato XAS-1.
AF-2S
versione di produzione in serie equipaggiata con un radiale Pratt & Whitney R-2800-48 da 2 400 hp, realizzata in 190 esemplari.
AF-2W
variante "hunter" (da ricerca ed avvistamento) equipaggiata con un radar da ricerca posizionato in un radome ventrale, realizzata in 156 esemplari.
AF-3S
variante "Hunter/Killer" (scopri e distruggi) simile all'AF-2S equipaggiata con un dispositivo MAD retrattile, realizzata in 25 esemplari.

## Utilizzatori

### Militari
Stati Uniti
- United States Navy

### Civili
Stati Uniti
- Aero Union